# Јеремија Илић Јегор
Јеремија Илић Јегор (Рготина, 1919 — Салаш 1941) учитељ, учесник Народног ослободилачке борбе, један од организатора устанка у бољевачком крају и политички комесар Крајинског партизанског одреда.

## Биографија
Јеремија Илић родио се 5. марта 1919. у селу Рготина код Зајечара. Основну школу је завршио у родном селу, а ниже разреде гимназије у Зајечару. По завршетку четвртог разреда гимназије уписује Учитељску школу у Алексинцу.
У школи активно учествује у политичком животу. У томе има подршку и свог оца Станимира Илића, једног од најнапреднијих и најобразованијих људи у Рготини. Активан је члан Ђачке литерарне дружине „Будућност” и Кола трезвене омладине при Учитељској школи. У његовом се стану одржавају илегални састанци на којима се читају „Комунистички манифест” и друга комунистичка литература.

## Политички рад
Због револуционарног рада срески начелник издаје наређење да се ухапси 11 ученика Учитељске школе, што је изазвало негодовање грађана. Због реакције родитеља, виђенијих грађана и професора, полиција је била принуђена да ослободи ухапшене ђаке. Министарство просвете, фебруара 1937. доноси одлуку да ових 11 ученика, међу којима је и Јеремија Илић, буде избачено из школе, али да могу да се упишу у друге школе. Јеремији Илићу је Министарство дозволило упис у Учитељску школу у Осијеку.
Јеремија, заједно са Љубодрагом Ђурићем у Осијеку наставља свој револуционаран рад. Пети разред уписује у Учитељској школи у Ужицу.
Члан Комунистичке партије Југославије постаје 1938. Исте године завршава Учитељску школу са врлодобрим успехом.
Прву службу добија у селу Стењевцу, срез деспотовачки. У тој школи је остао две године.
Активан је у Среском учитељском удружењу у Деспотовцу, Задрузи „Вук Караџић”, која организује илегалне партијске курсеве и „Педагошку недељу” током зимског распуста у Београду. У раду свих скупова учествује и Јеремија.
Учествовао је, 1940. и на једномесечном партијском течају у Сијаринској бањи на којем је било 70 учитеља комуниста и којим је руководио Светозар Вукмановић Темпо, а један од предавача био Веселин Маслеша.
Због револуционарног рада отпуштен је из службе 31. августа 1940. Октобра исте године је у Зајечару изабран за члана Окружног комитета КПЈ за зајечарски округ.
Одлази за Скопље где уписује Филозофски факултет, педагошку групу предмета. Средином априла 1941. враћа се у Рготину и повезује са Добривојем Радосављевићем Бобијем.

## У партизанима
Добија задатак да оде у Бољевац ради припрема око стварања Бољевачког партизанског одреда, који је формиран 28. јула 1941. испод планине Малиник у близини Подгорца.
Након трагедије Крајинског партизанског одреда на Стеванским ливадама 29. септембра 1941. одлази са Добривојем Радосављевићем Бобијем у Неготинску Крајину да помогне партијској организацији.
У слободном Салашу Јегор, како га најчешће називају, постављен је за новог политичког комесара Крајинског партизанског одреда, уместо Љубе Нешића који је погинуо на Стеванским ливадама. На састанку, који је одржан у кући Михајла Гачића, направљен је план како да се сачека предстојећа немачко−шетничка офанзива.

## Погибија
У ноћи између 4. и 5. октобра 1941. Четнички одред Саве Марковића из Бора и Немци блокирали су Салаш, из заседе хватају већи број сељака, али и Јеремију Илића Јегора, комесара и Боривоја Милића Ркмана, заменика комесара Крајинског партизанског одреда.
Јегор је 5. октобра стрељан у Салашу, а Ркман, који је том приликом био тешко рањен, обешен је у Бору после свирепог мучења.
Основна школа у Рготину, која постоји од 1844. године понела је име свог некадашњег ђака и борца против фашизма, Јеремије Илића Јегора.